# Stipa rudis
Stipa rudis är en gräsart som beskrevs av Spreng.. Stipa rudis ingår i släktet fjädergrässläktet, och familjen gräs. Inga underarter finns listade i Catalogue of Life.